# Grande Maçã

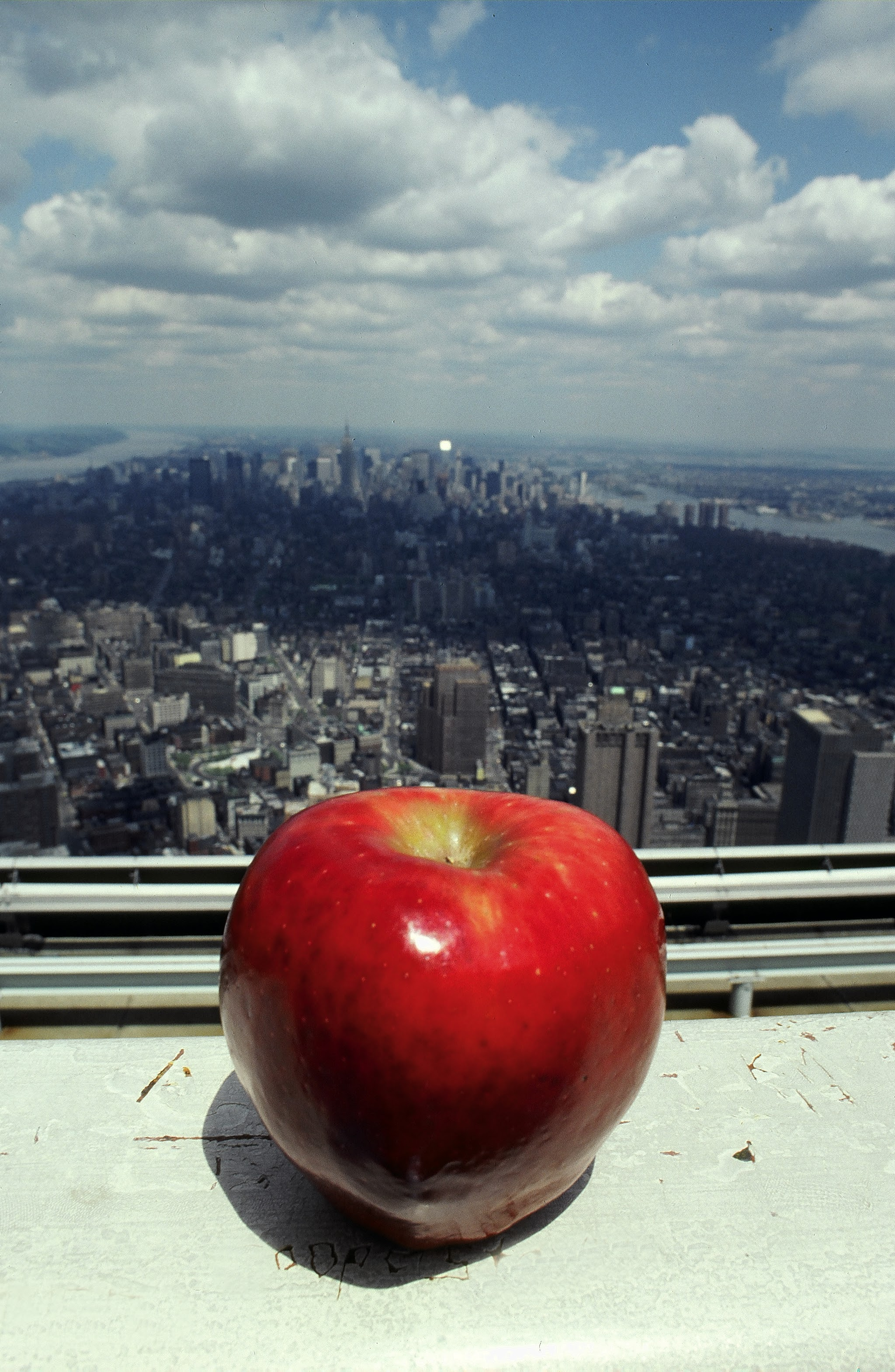
Manhattan vista do alto do extinto World Trade Center com uma maçã em primeiro plano.

A Grande Maçã (em inglês: Big Apple) é um apelido da cidade americana de Nova Iorque, que se popularizou na década de 1970. Não se sabe ao certo sua origem, mas acredita-se que a expressão data de 1921, quando foi usada numa coluna de corrida de cavalos, em um jornal da cidade, o New York Morning Telegraph. A coluna foi escrita por John J. Fitzgerald, que creditou posteriormente, em 18 de fevereiro de 1924, trabalhadores afro-americanos que trabalhavam em um estábulo em pista de corrida de cavalos, em New Orleans.

## Outras cidades
Big Apple também se refere à literal Big Apple em Colborne, Ontário.
Manhattan, Kansas, refere-se a si própria como "A Little Apple" em seu material promocional.
Minneapolis, Minnesota, convocou-se "O Mini-Apple".
Em Evita, Buenos Aires, é referido como "BA, Buenos Aires, o Big Apple" na música Eva, Beware of the City. Esta referência foi inventada por Tim Rice lírico e não reflecte preexistente uso.
Outras cidades com nomes semelhantes, incluem[carece de fontes?]:

### Estadunidenses
1. O Big Apricot - Metrópolis (cidade fictícia)
2. O Big Pêssego - Atlanta, GA
3. The Big Easy - New Orleans, LA
4. A Little Apple - Manhattan, KS
5. O Big Goiaba - Tampa, FL
6. O Big Scrapple - Filadélfia, PA
7. O Big Chip - Lewisburg, PA
8. The Big D - Dallas, TX
9. O Big Cebola - Chicago, IL

### Estrangeiras
1. The Big Orange -  Tel Aviv
2. O Big Durian -  Jacarta
3. O Big Mikan -  Tóquio